# 永田哲也
永田 哲也（ながた てつや、1952年7月2日 - ）は、鹿児島県出身の元プロ野球選手（投手）。

## 来歴・人物
鹿児島県立加治木工業高等学校では、左腕で伸びのあるシュートが武器の本格派。
高校2年まで外野手として活躍、また3年でエースながら打力を買われ、登板しないときは外野手として出場していた。
3年生の公式戦の成績は6試合で3勝3敗。夏の甲子園大会予選では4回戦で負けたが、それまでの3試合を完封勝ちしており、隠れた逸材として西鉄は期待していた。
1970年のドラフト会議で西鉄ライオンズに4位指名され入団。
一軍公式戦出場のないまま、1973年限りで引退した。

## 詳細情報

### 年度別投手成績
- 一軍公式戦出場なし

### 背番号
- 51 （1971年 - 1973年）